# Якоб Наполеон Ромсаас
Якоб Наполеон Ромсаас (норв. Jakob Napoleon Romsaas, нар. 16 травня 2004, Осло, Норвегія) — норвезький футболіст, півзахисник бельгійського клубу «Шарлеруа».

## Ігрова кар'єра

### Клубна
Якоб Наполеон Ромсаас є вихованцем столичного клубу «Скейд». З яким влітку 2021 року підписав свій перший професійний контракт. В тому сезоні «Скейд» виграв турнір Другого дивізіону і наступний сезон Ромсаас в складі команди провів у Першому дивізіоні.
В лютому 2023 року футболіст перейшов до клубу Елітсерії «Тромсе». Його дебют у вищому дивізіоні чемпіонату Норвегії відбувся 7 травня 2023 року, коли Ромсаас вийшов на заміну у матчі проти «Одда». Влітку 2024 року Ромсаас відзначався забитими голами у матчі кваліфікації Ліги конференцій у воротах шотландського «Кілмарнока». На початку 2025 року Ромсаас підписав з клубом новий контракт, дія якого розрахована до 2028 року.
В червні 2025 року Ромсаас перейшов до бельгійського клубу «Шарлеруа». Контракт підписано на два роки з опцією можливого продовження ще на два роки. Цей трансфер став одним з найвдаліших для «Тромсе». Першу гру в новій команді Ромсаас провів 24 липня у кваліфікації Ліги конференцій проти шведського «Гаммарбю».

### Збірна
У 2025 році Якоб Ромсаас почав свої виступи в складі молодіжної збірної Норвегії.